# 7 (альбом «Нервов»)
«7» — седьмой студийный альбом украинской рок-группы Нервы, выпущенный 7 апреля 2021 года на лейбле Navigator Records. Альбом состоит из 21 трека.

## Об альбоме
Альбом состоит из 21 трека. Песни «Зацепило», «Сбитые кулаки», «Мои демоны», «Потери» «Отрицательный герой» и «Н***я тебе я» вышли раннее в виде синглов.

## Отзывы

### Отзывы в специализированных музыкальных изданиях
По мнению Алексея Мажаева из InterMedia песни в альбоме были собраны из «совершенно разнонаправленных песен» и подметил, что «Мильковский, похоже, уверен в своих поклонниках, готовых не только слушать 70-минутную пластинку, но и болтаться вместе с Женей по волнам его настроений и музыкальных пристрастий, мечущихся от гранжа до отчаянной гитарной акустики» критик назвал этот подход радикальным и отметил, что «слушатели с самыми разными музыкальными вкусами смогут найти там себе материал по вкусу».
По мнению критика, альбом начался «громко, грязно, альт-роково», он отметил песни «На вынос», «Камень», «Твоим морем» сказав, что они звучат в диапазоне «от гранжа до альтернативной лирики» и далее критик отметил песню «Сбитые кулаки» назвав её «стремительным и мелодичным боевиком». По его мнению песня «Потери» похожа на «типичный хит „Нервов“ и наверняка обрадует тех, кто свыкся с максимализмом композиции „Кофе мой друг“». Трек «Никого не ищу» критик назвал «отчаянной гитарной акустикой», трек «Не стреляй» «резкой антивоенной», трек «Бедность» был назван «остросоциальным», его сюжет был охарактеризован, как «отчаяние русского рока вдохновлялось ещё и сиротскими фольклорными плачами» рецензент добавил, что трек «очень сильно контрастирует и с самовлюблёнными песнями „Нервов“, и с актуальными запросами публики». Композицию «Свадьба» рецензент назвал «тоскливой», далее рецензент отметил песню «Зацепило», по его мнению в треке «Мильковский возвращается к молодёжной лексике, проблематике и простым желаниям простого человека» и добавил, что «особого удовлетворения в голосе солиста не слышно». В треке «Очень грустно» рецензент отметил, что «герою не только грустно, но и прямо-таки больно». В песне «Я собираюсь в путь» рецензент охарактеризовал героя «романтическим» и «отменным мелодистом», в следующей композиции «Вспоминаю» критик отметил, что героя «тошнит от себя». Трек «Грань» критик назвал «задумчивой», по мнению критика трек «Отрицательный герой» «лирическо-акустичный», а треки «Н***я тебе я» и «Игры больших» критик назвал «напоминающих арт-рок 70-х» и посоветовал обратить внимание на эти треки.
Алексей поставил оценку 7 звезд из 10.

### Собственное мнение исполнителей
В интервью журналу телегид, группа сказала о своем альбоме:
«Альбом „7“ — это классический жест от группы „Нервы“. Во времена кликбейтовой музыки и песен для ТикТока, мы сделали полноценный лонгплей из двадцати одной песни, выкинув при этом ещё десять. Мы не ориентируемся на тренды, мы отдаём дань фирмачам и времени, когда люди слушали музыку альбомами. У нас не было цели взять количеством, просто есть, что сказать»
Солист группы Евгений Мильковский написал в своем instagram аккаунте:
«Мы нереально старались и вложили сюда все, что могли! От души! Надеюсь, вы это оцените! С любовью, группа Нервы»

### Списки в конце месяца
| Критик/публикация | Список                                                       | Номинация | Позиция | Примечание |
| ----------------- | ------------------------------------------------------------ | --------- | ------- | ---------- |
| Genius            | «Самые популярные песни, альбомы и синглы, апрель 2021 года» | «7»       | 9       | [ 9 ]      |

## Продвижение
В качестве продвижения группа устроила тур по городам России и Украины. Концерт в Москве должен был пройти 3 июля 2021 года, но состоялся 10 октября 2021 года.

## Чарты
Альбом попал на седьмое место в российском чарте Apple Music за 12 — 18 апреля 2021 года. И на первое место в чарте BandLink «Daily Chart» за 8 апреля 2021 года

## Трек-лист
| №                   | Название              | Длительность |
| ------------------- | --------------------- | ------------ |
| 1.                  | «На вынос»            | 3:33         |
| 2.                  | «Камень»              | 2:04         |
| 3.                  | «Твоим морем»         | 3:21         |
| 4.                  | «Сбитые кулаки»       | 2:23         |
| 5.                  | «Мои демоны»          | 3:02         |
| 6.                  | «Потери»              | 2:56         |
| 7.                  | «Мой друг»            | 3:27         |
| 8.                  | «Никого не ищу»       | 2:02         |
| 9.                  | «Не стреляй»          | 3:31         |
| 10.                 | «Бедность»            | 3:45         |
| 11.                 | «Свадьба»             | 2:50         |
| 12.                 | «Зацепило»            | 3:57         |
| 13.                 | «Очень грустно»       | 3:21         |
| 14.                 | «Я собираюсь в путь»  | 2:35         |
| 15.                 | «Вспоминаю»           | 2:24         |
| 16.                 | «Красная карточка»    | 2:38         |
| 17.                 | «Грань»               | 3:33         |
| 18.                 | «Отрицательный герой» | 3:00         |
| 19.                 | «Н***я тебе я»        | 3:57         |
| 20.                 | «Игры больших»        | 4:11         |
| 21.                 | «Так как раньше»      | 4:32         |
| Общая длительность: | Общая длительность:   | 1:07:02      |